# グランド・ハイアット・シンガポール
グランド・ハイアット・シンガポール(Grand Hyatt Singapore)は1971年に開業したシンガポールの最高級ホテルである。旧ホテル名はハイアット・リージェンシー・シンガポール。

## 特徴
このホテルは1998年に約10億円を費やす大改装を行い、よりグレードの高いホテルに生まれ変わり、名称をグランド・ハイアット・シンガポールに変更した。改装により客室数は1108室から663室に減少したが、1室あたりの面積は格段に広くなった。
ホテルはシンプルで居心地のいい部屋が並ぶテラスウイングと豪華でエレガントな調度品を備えた全室スイートのグランドウイングの2つのウイング(棟)に分かれている。
2つのウイングの間には滝も流れる広大な庭があり、グッドウッド・パーク・ホテルのメイフェアプールと同様に豊かな自然を満喫できるプールは宿泊客の人気が高い。
シンガポール・マリオット・ホテルとグッドウッド・パーク・ホテルの中間に位置し、最寄り駅であるMRTのオーチャード駅まで徒歩約3分で行くことができるため、街歩きなどに便利である。
2007年11月20日にシンガポールで行われた日中韓首脳会談の会場として利用された。
2020年1月、このホテルで行われた国際的なビジネス会議が2019新型コロナウイルスの拡散の場となった。詳細は発表されておらず、Wall Street Journalの記事によれば『ホテルのある従業員は、経営陣が「全体の事を極秘に留めていた」と述べ』ていたとのこと。シンガポール紙Lianhe Wanbaoによれば会議の主催者はイギリスのグローバルガス分析企業Servomexとされる。

## 設備
- ピーツ プレイス(Pete's Place)　イタリア料理
- メッツァ9(mezza9)　西洋料理、和食、タイ料理、中華料理
- オアシス バー(Oasis)　週替わりのバーベキューブッフェ
- ストレイツ キッチン(StraitsKitchen)　シンガポール料理
- スコッツ ラウンジ(Scotts Lounge)　飲み物と軽食
- ブリックス(BRIX)　飲み物と軽食
- スパ
- テニスコート
- プール　屋外に1か所

など